# Mesomexovis occidentalis
Espèce
Synonymes
- Vaejovis subcristatus occidentalis Hoffmann, 1931
- Vaejovis occidentalis Hoffmann, 1931
- Thorellius occidentalis (Hoffmann, 1931)

Mesomexovis occidentalis est une espèce de scorpions de la famille des Vaejovidae.

## Distribution
Cette espèce est endémique du Mexique. Elle se rencontre au Guerrero et en Oaxaca.

## Systématique et taxinomie
Cette espèce a été décrite sous le protonyme Vaejovis subcristatus occidentalis par Hoffmann en 1931. Elle est élevée au rang d'espèce par Sissom en 1989. Elle est placée dans le genre Thorellius par Soleglad et Fet en 2008 puis dans le genre Mesomexovis par González Santillán et Prendini en 2013.

## Publication originale
- Hoffmann, 1931 : « Monografias para la Entomologia Medica de Mexico. Monografia num. 2. Los Scorpiones de Mexico. Primera parte Diplocentridae, Chactidae, Vejovidae. » Anales del instituto de Biología de la Universidad Nacional de México, vol. 2, no 4, p. 291-408.